# West Salem (Wisconsin)
West Salem é uma vila localizada no estado norte-americano de Wisconsin, no Condado de La Crosse.

## Demografia
Segundo o censo norte-americano de 2000, a sua população era de 4540 habitantes.
Em 2006, foi estimada uma população de 4731, um aumento de 191 (4.2%).

## Geografia
De acordo com o United States Census Bureau tem uma área de
6,2 km², dos quais 6,2 km² cobertos por terra e 0,0 km² cobertos por água.

## Localidades na vizinhança
O diagrama seguinte representa as localidades num raio de 16 km ao redor de West Salem.